# Manners
Manners – singel zwiastujący album Sentiments polskiej artystki muzyki alternatywnej, Julii Marcell. Ukazał się we wrześniu 2014, wydany przez Mystic Production.

## Notowania
- Uwuemka (Olsztyn): 1[3]
- Lista Przebojów Portalu E-migrant.eu (Benelux): 34[4]
- Lista Przebojów Trójki: 35
- Aferzasta Lista Przebojów (Poznań): 36[5]

## Teledysk
Wideoklip wyreżyserowały Julia Sausen i Julia Marcell (scenariusz: Julia Marcell, Julia Sausen i Hjono). Autorem zdjęć jest Hjono. Obraz powstał w I Liceum Ogólnokształcącym im. Bolesława Chrobrego w Kłodzku. Wystąpiły w nim osoby, które odpowiedziały na ogłoszenie artystki w internecie. Teledysk opublikowano 10 września 2014 w serwisie YouTube.